# جو فوكس (ملاكم)
جو فوكس (بالإنجليزية: Joe Fox)‏ مواليد 08 فبراير 1894 في ليدز - الوفاة 02 أبريل 1965، كان ملاكم محترف بريطاني صنّف ضمن فئة وزن الديك.

## إحصائيات
خاض خلال مسيرته 147 نزالا، فاز في 73 وتعادل في 18 وخسر في 24. فاز بالضربة القاضية في 26 نزالا.

## روابط خارجية
- جو فوكس على موقع بوكس ريك (الإنجليزية) (registration required)